# Lago Champex
El lago de Champex (del francés: Lac de Champex) es un pequeño lago de Suiza que se encuentra en el cantón del Valais. Tiene una superficie de 0.11 km². 
- Datos: Q3301689
- Multimedia: Lac de Champex / Q3301689